# Берлі (Вашингтон)
Берлі (англ. Burley) — переписна місцевість (CDP) в США, в окрузі Кітсеп штату Вашингтон. Населення — 2081 особа (2020).

## Географія
Берлі розташоване за координатами 47°24′57″ пн. ш. 122°38′41″ зх. д. / 47.41583° пн. ш. 122.64472° зх. д. (47.415957, -122.644705).  За даними Бюро перепису населення США в 2010 році переписна місцевість мала площу 12,73 км², з яких 12,34 км² — суходіл та 0,39 км² — водойми.

## Демографія
Згідно з переписом 2010 року, у переписній місцевості мешкало 2057 осіб у 722 домогосподарствах у складі 568 родин. Густота населення становила 162 особи/км².  Було 784 помешкання (62/км²).
Расовий склад населення:
| - 89,8 % — білих - 1,1 % — азіатів - 0,8 % — вихідців з тихоокеанських островів - 0,8 % — корінних американців - 0,6 % — чорних або афроамериканців - 1,1 % — осіб інших рас |

До двох чи більше рас належало 5,8 %. Частка іспаномовних становила 3,6 % від усіх жителів.
За віковим діапазоном населення розподілялося таким чином: 23,3 % — особи молодші 18 років, 64,3 % — особи у віці 18—64 років, 12,4 % — особи у віці 65 років та старші. Медіана віку мешканця становила 41,1 року. На 100 осіб жіночої статі у переписній місцевості припадало 100,9 чоловіків;  на 100 жінок у віці від 18 років та старших — 98,1 чоловіків також старших 18 років.
Середній дохід на одне домашнє господарство  становив 71 702 долари США (медіана — 63 100), а середній дохід на одну сім'ю — 71 118 доларів (медіана — 63 031). Медіана доходів становила 58 974 долари для чоловіків та 60 509 доларів для жінок. За межею бідності перебувало 16,8 % осіб, у тому числі 22,3 % дітей у віці до 18 років та 8,2 % осіб у віці 65 років та старших.
Цивільне працевлаштоване населення становило 770 осіб. Основні галузі зайнятості: виробництво — 17,5 %, освіта, охорона здоров'я та соціальна допомога — 14,7 %, будівництво — 12,7 %, науковці, спеціалісти, менеджери — 12,2 %.